# Dante Lavelli
Dante Bert Joseph Lavelli (* 23. Februar 1923 in Hudson, Ohio, USA; † 10. Januar 2009 in Cleveland, Ohio), Spitzname: "Gluefingers", war ein US-amerikanischer American-Football-Spieler. Er spielte unter anderem als End in der National Football League (NFL) bei den Cleveland Browns.

## Spielerlaufbahn

### Collegekarriere
Die Familie von Dante Lavelli stammte aus Italien und ist 1905 in die USA eingewandert. Er besuchte in seiner Geburtsstadt die Highschool, wo er als Quarterback American Football spielte. Er blieb mit seiner Mannschaft drei Jahre lang ungeschlagen. Im Jahr 1942 bestritt Lavelli als Mannschaftskamerad von Bill Willis drei Spiele als Halfback für die Ohio State Buckeyes der College-Football-Mannschaft der Ohio State University. Nach einer Verletzung musste er die Saison vorzeitig beenden und wurde nach dem ersten Studienjahr von der U. S. Army eingezogen. Er landete während des Zweiten Weltkriegs als Soldat am D-Day am Omaha Beach. Nach seiner Entlassung aus der Armee entschloss er sich sein Studium nicht mehr fortzusetzen und ein Angebot von seinem ehemaligen Trainer am College Paul Brown anzunehmen, der die neugegründeten Cleveland Browns in der All-America Football Conference (AAFC) trainierte.

### Profikarriere
Dante Lavelli wurde im Jahr 1946 von den Cleveland Browns unter Vertrag genommen. Für die Mannschaft aus Cleveland spielte er als End und Defensive End.
Die Browns waren das dominierende Team der AAFC – einer Konkurrenzliga der NFL. In ihren Reihen spielten mehrere spätere Mitglieder der Pro Football Hall of Fame, so der Quarterback Otto Graham, sein ehemaliger Mitspieler bei den Ohio State Buckeyes Bill Willis und der Runningback Marion Motley. 1946 gewannen sie im AAFC-Endspiel gegen die New York Yankees mit 14:9. Lavelli erzielte dabei aufgrund eines Passes von Graham den spielentscheidenden Touchdown. 1947 wurden im Endspiel die Yankees mit 14:3 besiegt.
1948 und 1949 gewann Lavelli seinen dritten und vierten AAFC-Meistertitel, die Browns besiegten 1948 im Endspiel die Buffalo Bills mit 49:7 und im folgenden Jahr die San Francisco 49ers mit 21:7.
Die AAFC musste aufgrund finanzieller Schwierigkeiten nach der Saison 1949 den Spielbetrieb einstellen. Die Browns wurden in die NFL aufgenommen. Ihr Siegeszug setzte sich in der NFL fort. Im NFL Endspiel 1950 schlugen sie die Los Angeles Rams mit 30:28. Lavelli konnte mit zwei Touchdowns zum Sieg seiner Mannschaft beitragen. 1951 endete dann die Siegesserie der Browns. Erstmals unterlagen sie in einem Endspiel. Die Rams konnten sich mit 24:17 gegen die Browns durchsetzen. Nach einer schwächeren Saison 1952 zogen die Browns 1953 erneut in das NFL-Endspiel ein. Gegner waren die Detroit Lions, die sich mit 17:16 knapp durchsetzen konnten. 1954 konnten sich die Browns für ihre Niederlage revanchieren und besiegten die Lions im Endspiel deutlich mit 56:10. In seinem vorletzten Spieljahr 1955 konnte Lavelli dann seinen siebten Titel gewinnen. Die Rams unterlagen im Endspiel den Browns mit 38:14 und Lavelli konnte seinen vierten Touchdown in einem Endspiel erzielen.
Nach der Saison 1956 beendete Dante Lavelli seine Laufbahn. Lavelli spielte in einer Zeit, in der der Pass im Spielsystem von Footballmannschaften immer mehr an Bedeutung gewann. Insbesondere das Zusammenspiel von Graham und Lavelli sowie die kraftvollen Läufe von Marion Motley waren die Gründe für den Erfolg der Cleveland Browns. Seine Fähigkeiten den Football sicher zu fangen, veranlasste einen Reporter Dante Lavelli den Spitznamen: "Gluefingers" zu verleihen. In seinem Rookiejahr stellte er sowohl bei den Passfängen, als auch bei dem dadurch erzielten Raumgewinn, jeweils die NFL Jahresbestleistung auf.

## Nach der NFL
Dante Lavelli betrieb nach seiner Spielerlaufbahn eine Möbelfirma. Er ist auf dem Saint Marys Cemetery in Hudson beerdigt. Lavelli war 53 Jahre lang verheiratet und hatte drei Kinder.

## Ehrungen
Dante Lavelli spielte dreimal im Pro Bowl, dem Abschlussspiel der besten Spieler einer Saison. Er wurde sechsmal zum All-Pro gewählt. Die Browns ehren ihn in der Cleveland Browns Honor Roll. Er ist Mitglied im NFL 1940s All-Decade Team, in der Greater Cleveland Sports Hall of Fame und in der Pro Football Hall of Fame.